# Linophryne
Linophryne is een geslacht van straalvinnige vissen uit de familie van linophryden (Linophrynidae). Het geslacht is voor het eerst wetenschappelijk beschreven in 1886 door Collett.

## Soorten
- Linophryne algibarbata Waterman, 1939
- Linophryne andersoni Gon, 1992
- Linophryne arborifera Regan, 1925 – Lantaarnhengelvis
- Linophryne arcturi (Beebe, 1926)
- Linophryne argyresca Regan & Trewavas, 1932
- Linophryne bicornis Parr, 1927
- Linophryne bipennata Bertelsen, 1982
- Linophryne brevibarbata Beebe, 1932
- Linophryne coronata Parr, 1927
- Linophryne densiramus Imai, 1941
- Linophryne digitopogon Balushkin & Trunov, 1988
- Linophryne escaramosa Bertelsen, 1982
- Linophryne indica (Brauer, 1902)
- Linophryne lucifer Collett, 1886
- Linophryne macrodon Regan, 1925
- Linophryne maderensis Maul, 1961
- Linophryne parini Bertelsen, 1980
- Linophryne pennibarbata Bertelsen, 1980
- Linophryne polypogon Regan, 1925
- Linophryne quinqueramosa Beebe & Crane, 1947
- Linophryne racemifera Regan & Trewavas, 1932
- Linophryne sexfilis Bertelsen, 1973
- Linophryne trewavasae Bertelsen, 1978